# Мердзене
Ме́рдзене (латыш. Mērdzene) — населённый пункт в Карсавском крае Латвии. Административный центр Мердзенской волости. Находится на левом берегу реки Страуя. Через село проходит региональная автомобильная дорога P49 (Карсава — Лудза — Эзерниеки). Расстояние до города Лудза составляет около 17 км. По данным на 2017 год, в населённом пункте проживало 290 человек.

## История
В начале XX века село носило название Мярзинка и было центром Михайловской волости Люцинского уезда Витебской губернии. В советское время населённый пункт был центром Мердзенского сельсовета Лудзенского района.